# Loy Vaught
Loy Vaught, né le 27 février 1968 à Grand Rapids dans le Michigan, est un ancien joueur américain de basket-ball. Il évoluait au poste d'ailier fort.